# Nationale Alliantie (Nederland)
De Nationale Alliantie (NA) was een Nederlandse extreemrechtse politieke partij die bestond van 2003 tot 2007. De Nationale Alliantie afficheerde zich als een "sociale en democratische nationalistische politieke partij". De partij was voor behoud van de Nederlandse cultuur en harde aanpak van criminaliteit, en tegen de bio-industrie. Ze sloot zich in 2004 aan bij het European National Front.

## Ontstaan
De Nationale Alliantie kwam voort uit de Nieuwe Nationale Partij (NNP). De partij werd op 2003 opgericht door Jan Teijn en Virginia Kapić. Teijn was in 2001 voor de NNP gekozen in de Rotterdamse deelraad Feijenoord, maar had zich na een meningsverschil afgescheiden. Teijn heeft daarvoor bij de Centrumdemocraten (CD) gezeten en was daarna actief voor de CP'86. Kapić was eerder twee maanden actief voor de Nederlandse Volks-Unie en bestuurslid bij de jongerenbeweging van de NNP.

## Verkiezingen
In 2002 lukte het de NNP twee zetels in de deelgemeente Feijenoord te bemachtigen. Een van de zetels werd bemand door Jan Teijn. Toen Teijn in maart opstapte bij de NNP nam hij zijn zetel mee en representeerde de NA in de deelgemeenteraad. Bij de verkiezingen van 2006 wist de NA in Feijenoord geen zetel te behalen.
De partij deed in 2006 mee aan de gemeenteraadsverkiezingen in Rotterdam. Lijsttrekker was de 82-jarige Machiel Smit. Waarschijnlijk was dit een poging om de kiezers op Nieuw Rechts van bijna-naamgenoot Michiel Smit in verwarring te brengen, en moet Teijn, de tweede op de lijst, als echte lijsttrekker worden beschouwd. Tijdens de campagne wandelde Jan Teijn getooid met een oranje burka door de stad. De NA behaalde bij deze verkiezingen met 0,1 procent van de stemmen geen zetel.

## Ideologie

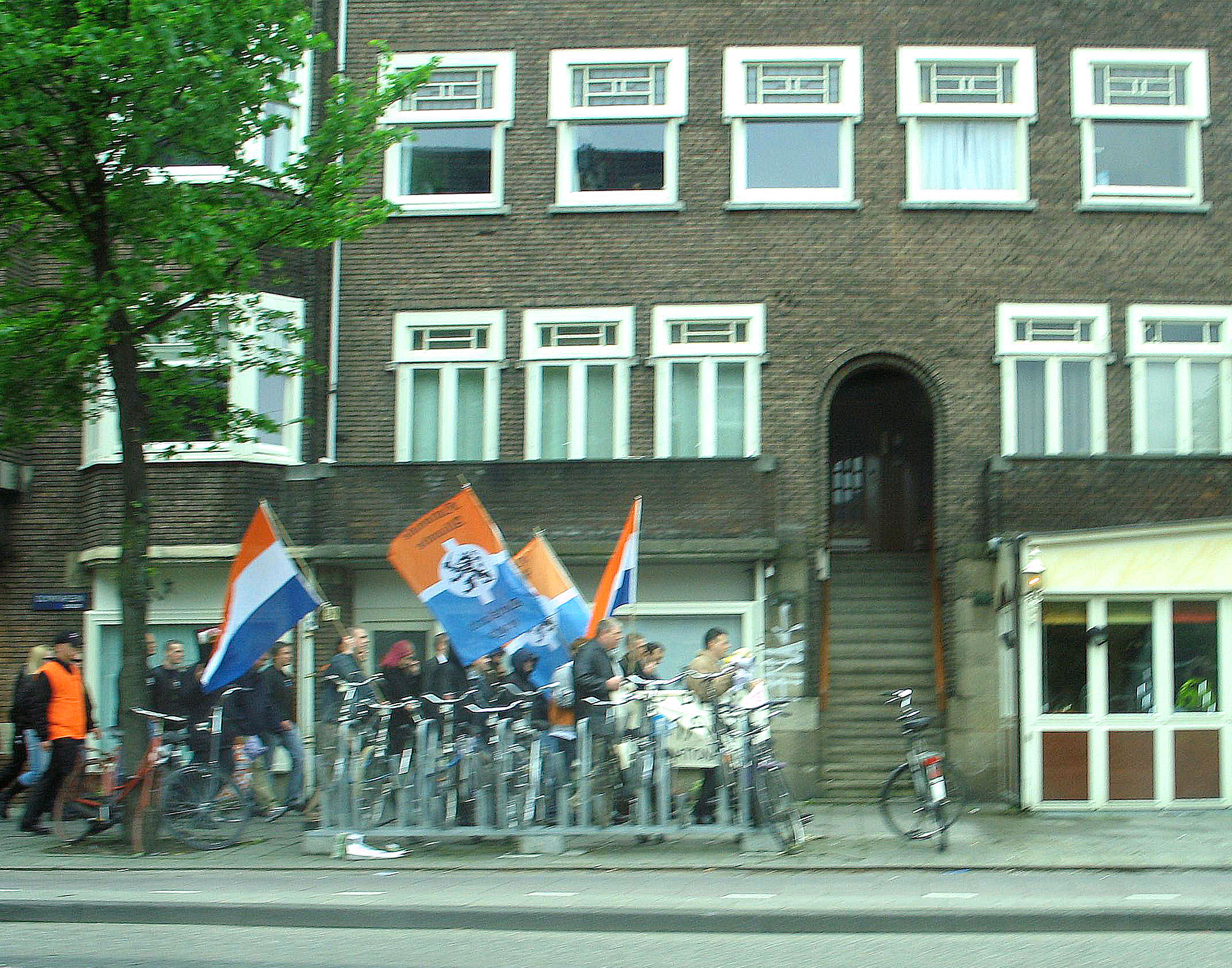
Demonstratie van de Nationale Alliantie in Amsterdam in 2006

De Nationale Alliantie beriep zich op nationaal-revolutionair gedachtegoed waaronder dat van Alain de Benoist, maar is daarin duidelijk radicaler dan Nieuw Rechts.

## Standpunten
Het beschermen van de Nederlandse cultuur uitte zich in het afkeuren van andere godsdiensten (bijvoorbeeld de islam) dan godsdiensten die oorspronkelijk Nederlands zijn, het tegen het migrantenstemrecht zijn, het willen uitzetten van allochtonen "die zich niet aan willen passen of crimineel gedrag vertonen", de afwijzing van de opvang van economische asielzoekers en gezinshereniging. De partij was niet christelijk maar ondersteunt wel de christelijke normen en waarden.
De Nationale Alliantie was tegen legbatterijen, onnodige dierproeven, bont en leer waar dieren apart voor moeten worden geslacht en tegen de bio-industrie in het algemeen.
De partij heeft herhaaldelijk gedemonstreerd tegen de pedofielenvereniging MARTIJN, en ageerde tegen pedofilie. Dagblad Trouw meldde op in 2006 dat de NA de buren van de Rotterdamse dominee Hans Visser ingelicht heeft over "de pedofiele geaardheid van de dominee". De partij keurde de ondersteuning door Visser van junks en illegalen af en had als standpunt dat alle pedofielen levenslang opgesloten moesten worden. Visser overwoog aangifte wegens smaad. In juni 2006 lanceerde de partij een petitie door gebruik te maken van het burgerinitiatief. Hiermee wilde de Nationale Alliantie een verbod realiseren op organisaties die pedofilie verheerlijken, aanroepen dan wel het doel hebben pedofilie te legaliseren. In februari 2007 deed de Rotterdamse anti-discriminatie instelling Radar melding van bedreiging van de Nationale Alliantie aan het adres van de omstreden UvA-hoogleraar Gert Hekma, die bij zijn interview aan Vereniging Martijn aangaf; "Ik denk dat je kinderen moet dwingen. Kinderen zijn ook vervelende wezens, die moet je op een gegeven moment op een recht spoor zetten en dat geldt ook voor seks".
Andere seksuele voorkeuren dan heteroseksualiteit wees de partij af.

## Organisatie

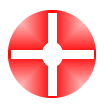
Originele logo van de NA, gebaseerd op een Vikingschild

### Partijorganisatie

#### De algemene ledenvergadering
De algemene ledenvergadering was het hoogste orgaan binnen de Nationale Alliantie. Op deze vergadering werden huishoudelijke en politieke besluiten genomen. Leden werden via het partijblad (Weerstand) en de website uitgenodigd om deel te nemen aan deze vergadering. De algemene vergadering werd eenmaal per jaar georganiseerd: als regel in november. Het was ook mogelijk een ledenraadpleging over een onderwerp te houden.

#### Het hoofdbestuur
De Nationale Alliantie werd bestuurd door het hoofdbestuur (HB), dat bestond uit een door ledenraadpleging gekozen voorzitter, een penningmeester en een secretaris voor de organisatie. De vergaderingen van het HB werden met adviserende stem bijgewoond door voorzitter van de jongeren organisatie (Dietschland Jeugd). De hoofdbestuursleden werden door de algemene vergadering voor de tijd van drie jaar verkozen en zijn eenmaal herkiesbaar. De leden van het HB hadden een onderlinge taakverdeling.

### Jongerenorganisatie
De Dietsland Jeugd was de officieel aan Nationale Alliantie gelieerde onafhankelijke politieke jongerenorganisatie.

## Weerstand

### Rechts-extremisme
De NA werd door meerdere organisaties, zoals de AFA, Blokwatch en Indymedia, alsmede door de Nederlandse veiligheidsdienst (AIVD) beschouwd als een extreemrechtse groepering.
De AFA wist al snel na de oprichting de NA een hak te zetten. Toen Jan Teijn NA-sympathisanten opriep steun te betuigen via de website www.nationalealliantie.nl, maar deze website nog niet geregistreerd bleek te zijn bij de SIDN, registreerde de AFA dit domein als eerste. Aanhangers van de NA speelden hun persoonlijke gegevens zo in de handen van de AFA. Later werd de website door hen tot een pamflet tegen de NA verbouwd.

### Verbanden met terrorisme
In 2006 werd de Nationale Alliantie in verband gebracht met een groep Belgische militairen en personen uit het extreemrechtse milieu, die op 7 september 2006 werden opgepakt. Deze groep zou van plan zijn geweest aanslagen te plegen met het oogmerk België te ontwrichten. Het Belgische gerechtshof verklaarde dat zijn er banden tussen de groep arrestanten en de NA. Later bleek uit een onderzoek van de NOS dat leden van de NA betrokken waren bij schietoefeningen van de neonazistische groepering 'Bloed, Bodem, Eer en Trouw' in een legerkazerne in Leopoldsburg. In maart 2005 zou een groep van twintig NA-aanhangers hebben deelgenomen aan een paramilitair trainingskamp in de bossen bij het Belgische Spa. Hiermee konden Kafka en de AIVD verbanden aantonen met de extreemrechtse terreurgroep Racial Volunteer Force, een radicale afsplitsing van de Nederlandse Volks-Unie.

### Antisemitisme en islamofobie
De Rotterdamse Anti Discriminatie Actie Raad (RADAR) deed op 14 juni 2005 aangifte tegen de partij wegens antisemitische uitlatingen op de website. Zo werd naar aanleiding van een demonstratie opgeroepen "aan ieder die ziet dat deze joden zich willen inmengen in het NA gezelschap ze uit de groep te trappen". De moderator van het forum voegde daaraan toe dat "de ordedienst is geïnstrueerd wat gas mee te nemen". Deze opmerkingen betroffen de Nederlandse delegatie van de Israëlische Joodse Defensie Liga (JDL), die aanvankelijk mee wilde demonstreren. In het introductiepamflet dat na de oprichting van de partij werd uitgegeven staat te lezen hoe 'er zal niet worden samen gewerkt met joden of moslims'.

## Afsplitsing
Op 27 maart 2006 splitste zich een groep van de Nationale Alliantie af, de Nationalistische Volks Beweging (NVB). De leden daarvan weigeren zich te conformeren aan de oproep van de leiding van de Nationale Alliantie om zich gematigder te gedragen, kleden en uiten, om salonfähiger te worden.

## Opheffing en vervolging
In juli 2007 stapte het bestuur op. Toen zich geen nieuwe bestuursleden aandienden werd op 21 juli besloten de partij op te heffen. Daarbij werd als reden opgegeven dat de NA een te radicaal imago had gekregen. De partij telde toen nog twintig leden. Jan Teijn richtte daarna de groepering Cultuurdefensie op.
Op 14 augustus 2007 werd bekendgemaakt dat het Openbaar Ministerie Teijn zou vervolgen. De partijleider werd verantwoordelijk gehouden voor (het toelaten van) discriminerende uitlatingen op de website van de Nationale Alliantie, waar hij moderator was van een forum. Daarvan was al in 2005 aangifte gedaan. Naast dit feit zou hij ook worden vervolgd voor het bezit van kinderpornofilms. Hij had met zijn partij altijd gestreden tegen tolerantie voor pedofielen. Justitie liet dit punt later vallen.
Jan Teijn, oud-secretaris Marieke Kostense en oud-penningmeester Harm Roelofzen werden veroordeeld tot werkstraffen en voorwaardelijke celstraffen. Oud-penningmeester Ronald Bredijk werd vrijgesproken.